# Kalandférgek karácsonya
A Kalandférgek karácsonya (eredeti címe: A Very Harold & Kumar Christmas, korábban A Very Harold & Kumar 3D Christmas) 2011-es amerikai stoner filmvígjáték Todd Strauss-Schulson rendezésében. A film írói Jon Hurwitz és Hayden Schlossberg. A Harold & Kumar-széria harmadik része, és a 2008-as Kalandférgek 2. – Öbölből vödörbe folytatása. A főszerepben John Cho, Kal Penn és Neil Patrick Harris látható.
Az Amerikai Egyesült Államokban 2011. november 4-én mutatták be. A film megosztotta a kritikusokat, akik dicsérték a karácsonyi témát és Cho, Penn és Harris alakításait, de a humorról már megoszlottak a vélemények. A pénztáraknál 36 millió dolláros bevételt hozott.

## Rövid történet
Haroldot megkéri az apósa, hogy vigyázzon egy karácsonyfára, de ő és a volt szobatársa, Kumar elpusztítják azt. A duó ezután új karácsonyfa nyomába ered.

## Szereplők
- John Cho: Harold Lee
- Kal Penn: Kumar Patel
- Neil Patrick Harris: önmaga fiktív változata
- Danny Trejo: Carlos Perez
- Danneel Harris: Vanessa Fanning
- Elias Koteas: Sergei Katsov
- Paula Garcés: Maria Perez-Lee
- Thomas Lennon: Todd
- Patton Oswalt: Larry Juston / Télapó a bevásárlóközpontban
- Eddie Kaye Thomas: Andy Rosenberg
- David Krumholtz: Seth Goldstein
- Amir Blumenfeld: Adrian
- Richard Riehle: Télapó
- Jordan Hinson: Mary Katsov
- John Hoogenakker: Gustav
- Jake Johnson: Jézus
- Bobby Lee: Kenneth Park
- Yasen Peyankov: Yuri
- Melissa Ordway: Gracie
- RZA: Lamar
- Da'Vone McDonald: Latrell
- Brett Gelman: tévés rendező
- Dana DeLorenzo: Becca
- David Burtka: önmaga fiktív változata
- Dan Levy: riporter

## Fogadtatás
A Rotten Tomatoes honlapján 68%-ot ért el 131 kritika alapján, és 6.5 pontot szerzett a tízből. A Metacritic oldalán 61 pontot szerzett a százból, 29 kritika alapján. A CinemaScore oldalán átlagos minősítést kapott.
Roger Ebert két és fél csillagot adott a filmre a maximális négyből.